# Життєвий цикл впровадження технологій
Життєвий цикл впровадження технологій — це соціологічна модель, яка описує прийняття або схвалення нового продукту чи інновації відповідно до демографічних та психологічних характеристик визначених груп споживачів. Процес прийняття в часі зазвичай ілюструється як класичний нормальний розподіл або «крива дзвону». Модель показує, що перша група людей, які використовують новий продукт, називається «новатори», за ними йдуть «ранні послідовники».